# Edmund Gettier
Edmund Lee Gettier III (Baltimora, 31 ottobre 1927 – 23 marzo 2021) è stato un filosofo statunitense.

## Biografia

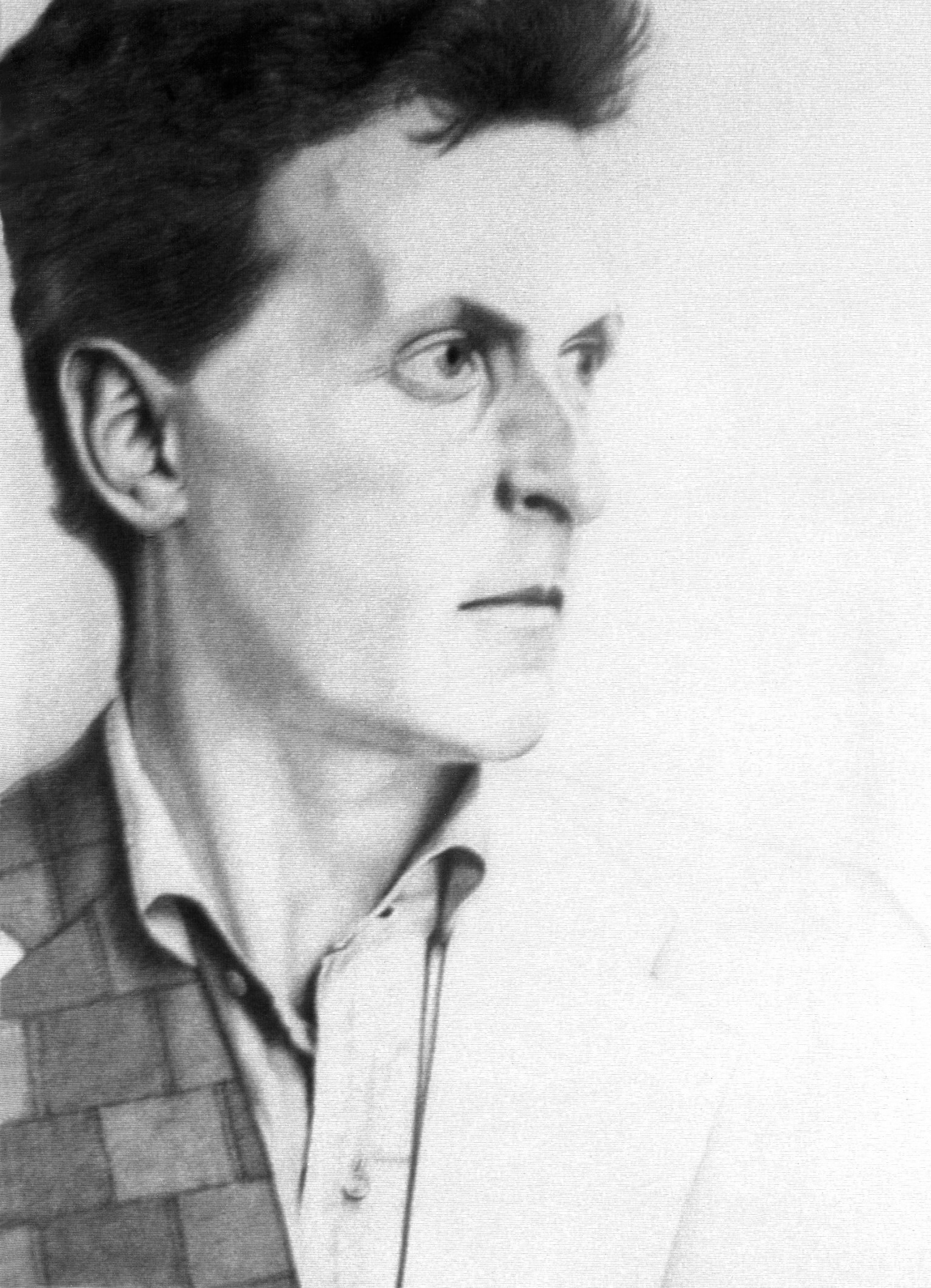
Il filosofo Ludwig Wittgenstein in un ritratto a penna

Dopo avere studiato alla Cornell University di Ithaca nello stato di New York, ove conobbe insegnanti quali i filosofi Max Black e Norman Malcolm, quest'ultimo seguace di Ludwig Wittgenstein, Gettier ebbe il suo primo incarico di insegnamento nel 1957 presso la Wayne State University di Detroit. 
Ha insegnato dal 1967 al 2001 presso la Facoltà di filosofia dell'Università del Massachusetts ad Amherst.

### Problema di Gettier
Gettier deve la sua fama a un breve articolo di epistemologia, di sole tre pagine, edito nel 1963, intitolato Is Justified True Belief Knowledge?, divenuto tra i più celebri testi della filosofia contemporanea.
Nell'articolo, attraverso un esperimento concettuale, il filosofo esponeva una serie di argomentazioni sulle condizioni richieste perché vi sia una reale conoscenza, comunemente note con il nome di problema di Gettier.
L'articolo ha una storia singolare: all'epoca Gettier poteva vantare al suo attivo un esiguo numero di pubblicazioni; i colleghi lo esortarono a mettere per iscritto le sue idee, in modo da soddisfare i requisiti di produttività scientifica richiesti dall'amministrazione dell'Ateneo; nacque così l'articolo che lo rese celebre.

## Opere
- Bertrand Russell's theories of belief. Tesi (Ph.D), Cornell University, Ithaca, N.Y., Febbraio 1961.
- Is Justified True Belief Knowledge?. Analysis, Volume 23, pp. 121-123, 1963.
- Philosophical analysis: a defense by example. (coautore David F. Austin). Boston, Kluwer Academic Publishers, 1988. ISBN 9027726744.